# José Gutiérrez de la Vega y Moncloa
Pour les articles homonymes, voir José Gutiérrez de la Vega (homonymie).
José Gutiérrez de la Vega y Moncloa, né le 24 août 1824 à Séville et mort le 13 février 1900 à Madrid, est un homme politique, savant et éditeur espagnol.

## Biographie
José Gutiérrez de la Vega y Moncloa naît le 24 août 1824 à Séville,.
Il mène de front l'étude de la philosophie, de la littérature, de la médecine, de la politique, et il a vingt-deux ans à peine lorsqu'il fonde l'Indépendant de Séville, journal dans lequel il défend les idées monarchiques. Quelque temps après, il crée la Giralda, feuille purement littéraire, puis quitte sa ville natale pour se rendre sur un plus vaste théâtre. Arrivé à Madrid, il continue à s'occuper activement de politique, et entre à la rédaction du Populaire, organe du parti conservateur. Le gouvernement espagnol ayant envoyé, en 1849, un corps expéditionnaire en Italie pour contribuer à la défense du pape, José Gutiérrez de la Vega y Moncloa le suit comme historiographe. Il publie à cette occasion des études littéraires sur l'Italie contemporaine : Viajes por Italia (Madrid, 1887, 2 vol. in-8, nouv. édit.). Quelques années plus tard, de 1852 à 1854, il s'occupe à peu près exclusivement de travaux relatifs à la médecine. C'est à cette époque qu'il fonde deux recueils importants : le Héraut médical et la Bibliothèque du Héraut médical, contenant une série d'ouvrages espagnols et étrangers sur les sciences médicales, et qu'il dirige la partie relative à ces sciences dans la Bibliothèque universelle. À la suite du pronunciamento de 1854, qui amène la chute du ministère San-Luis et l'avènement au pouvoir d'Espartero et d'O'Donnell, il reprend sa plume de journaliste pour combattre les idées progressistes et créé, pour défendre la monarchie ébranlée, le Lion espagnol. L'opposition qu'il fait aux nouveaux ministres est si vive qu'il est arrêté en 1855, emprisonné pendant trois mois, et ne recouvre la liberté qu'en vertu d'un décret des cortès. Nommé deux ans plus tard membre des cortès, il se range dans le groupe des conservateurs, est réélu, en 1864, lors du retour aux affaires des hommes de son parti, et devient successivement gouverneur de la province de Grenade, chef du cabinet de Narvaez, gouverneur de Madrid, gouverneur général des loteries, fonctions dont il se démet lorsque le duc de Valence quitte le pouvoir. Il reprend alors la direction du Lion espagnol, où il continue à lutter pour ses idées politiques. Il devient gouverneur de La Havane en 1866. Après la chute de la reine Isabelle, il vient se fixer à Paris, et retourne à Madrid après l'avènement du roi Amédée, pour fonder le journal constitutionnel Cristôbal Colon. Ayant beaucoup contribué à la restauration d'Alphonse XII, il est nommé directeur général de l'administration civile (1873), puis intendant général des finances à Cuba. Il démissionne en 1875, rentre au Parlement et devient conseiller d'État.
Indépendamment de ses nombreux articles, on lui doit : Voyage en Italie avec l'armée espagnole (1850), et Bibliothèque des écrivains grenadins depuis la civilisation arabe jusqu'à nos jours (1865 et suiv.). Enfin il contribue beaucoup à la publication de la Bibliothèque des auteurs dramatiques grecs.
José Gutiérrez de la Vega y Moncloa meurt le 13 février 1900 à Madrid.